# Dani Schahin
Dani Schahin (ur. 9 lipca 1989 w Doniecku) – niemiecki piłkarz pochodzenia rosyjsko-libańskiego występujący na pozycji napastnika. Zawodnik klubu Extremadura UD.

## Kariera klubowa
Schahin jest synem Rosjanki i Libańczyka. W 1996 roku wraz z rodziną przeprowadził się do Niemiec. Treningi rozpoczął w zespole FSV 63 Luckenwalde. W 2002 roku przeszedł do Energie Cottbus, a w 2006 roku trafił do juniorów Hamburgera SV. W 2007 roku został włączony do jego rezerw, grających w Regionallidze Nord i spędził w nich dwa lata.
W 2009 roku Schahin odszedł do SpVgg Greuther Fürth z 2. Bundesligi. Zadebiutował w niej 8 sierpnia 2009 w przegranym 1:2 pojedynku z 1. FC Kaiserslautern, a 22 sierpnia 2010 w wygranym 4:1 spotkaniu z Karlsruher SC strzelił pierwszego gola w 2. Bundeslidze. W styczniu 2011 został wypożyczony do trzecioligowego Dynama Drezno, gdzie grał do końca sezonu 2010/2011. Potem wrócił do Greuther Fürth, gdzie spędził następny sezon.
W 2012 roku odszedł do pierwszoligowej Fortuny Düsseldorf. W Bundeslidze pierwszy mecz rozegrał 25 sierpnia 2012 przeciwko Augsburgowi (2:0) i zdobył wówczas dwie bramki. Po sezonie 2012/2013, zakończonym przez Fortunę spadkiem do 2. Bundesligi, Schahin przeszedł do 1. FSV Mainz 05 (Bundesliga). Z tego zespołu był wypożyczany do SC Freiburg i FSV Frankfurt.
W 2016 przeszedł do holenderskiego klubu Roda JC Kerkrade. Jego barwy reprezentował do 2018 roku, a następnie odszedł do egipskiego Pyramids FC.

## Kariera reprezentacyjna
Schahin jest byłym reprezentantem Niemiec U-19 oraz U-20.